# Stichtag (Webserie)
Stichtag ist eine deutsche Coming-of-Age-Webserie, die von einer Gruppe Münchner Jugendlicher und ihre Auseinandersetzung über die Entjungferung handelt. Sie wurde erstmals im Rahmen des Seriencamps 2020 am 5. November 2020 veröffentlicht; die auftraggebende Streaming-Plattform Joyn veröffentlicht die Serie seit dem 12. November 2020.
Die Webserie wurde um eine zweite Staffel verlängert, dessen zehn Folgen im Dezember 2021 und Januar 2022 gedreht wurden.

## Inhalt
Nachdem die Supermarktangestellte Emi unfreiwillig den Mädchen Samira, Laura und Alina dabei geholfen hat, nach einem versuchten Diebstahl im Supermarkt aus den Händen des Supermarktleiters Micha zu fliehen, kündigt er sie. Kurze Zeit später trifft Emi die Mädchenclique aus einer Münchener Hochhaussiedlung wieder, die Emi aus Dankbarkeit aufnimmt. Als die Mädchenclique auf dem Dach eines Parkhauses auf die Jungsclique, bestehend aus Aleks, Yannick, Anton und Nino, trifft, schließen die Jungen eine Wette: Wer es bis zum Stichtag (Ende der Schulferien) nicht geschafft hat, entjungfert zu werden, muss am ersten Schultag nackt über den Schulhof laufen. 
Da dies Anton mit Laura bereits am ersten Tag gelingt, entwickelt sich die zunächst harmlose Wette zu einem gefährlichen Wettkampf innerhalb des Freundeskreises. Samira möchte nicht, dass ihr erstes Mal mit Yannick, mit dem sie eine Vorgeschichte hat, von einer Wette abhängt. Aleks und Yannick streiten sich um das erste Mal mit Emi und Nino glaubt nicht, dass er bis dahin eine Partnerin finden kann. Daher besucht er kurze Zeit später ein Bordell. 
Die dortige Zuhälterin und Kickboxerin Tara und ihre Mitarbeiter, die Brüder Jamal und Jalil, suchen unterdessen nach der Jungsclique, da sie zum einen Tara beim Training heimlich beobachtet, und zum anderen das Auto von Jamal beschädigt und dessen Mercedesstern entwendet haben. 
Die 2. Staffel spielt nach dem Schulabschluss und zwei Jahre nach der letzten Staffel. Aleks, Emi und der Rest müssen sich mit dem Erwachsenenleben arrangieren. Mit Ayla kommt eine neue Freundin in die Clique und Ennes wird der neue Freund von Laura. Unter anderem demolieren die Freunde aus Versehen den Maybach von Rapper Haftbefehl und müssen das Geld für die Reparatur des sündhaft teuren Luxusautos auftreiben.

## Besetzung

### Hauptbesetzung
| Rollenname | Schauspieler          | Folgen | Bemerkungen                                                          |
| ---------- | --------------------- | ------ | -------------------------------------------------------------------- |
| Emi        | Elena Huber           | 1–     | ehemalige Angestellte beim Supermarkt, Drogensüchtige                |
| Aleks      | Vedat Kocabay         | 1–     | verliebt in Emi, Eltern aus Albanien und Türkei, pflegt seine Mutter |
| Samira     | Melina Celine Hecklau | 1–     | in einer Beziehung mit Yannick, TikTokerin                           |
| Yannick    | Ben Felipe            | 1–     | in einer Beziehung mit Samira                                        |
| Ennes      | Shpetim Shala         | 2.1-   | ab Staffel 2 Partner von Laura                                       |
| Laura      | Vaso Fotoglidis       | 1–     | Sex-Patnerin von Anton                                               |
| Anton      | Sorino Zehentmeier    | 1–     | Sex-Partner von Laura                                                |
| Alina      | Rabea Babic           | 1–     | Schwester von Jalil, verliebt in Nino                                |
| Nino       | Nando Nenning         | 1, 3–  | verliebt in Alina                                                    |
| Ayla       | Teven Kuhn            | 2.1 –  | [ 5 ] [ 6 ]                                                          |

### Nebenbesetzung
Schauspieler, die eine wiederkehrende Nebenrolle spielen. Sortiert nach Folgenauftritt.
| Rollenname       | Schauspieler                | Folgen                  | Bemerkungen                                                            |
| ---------------- | --------------------------- | ----------------------- | ---------------------------------------------------------------------- |
| Tara West        | Eunique                     | 1, 6, 8                 | Kickboxerin, Bordellbetreiberin, ehemalige Gefängnisinsassin           |
| Micha            | Fatoni                      | 1, 3, 6                 | Leiter des Supermarkts, ehemaliger Chef von Emi, Besucher des Bordells |
| Jamal            | Sahin Kopuk                 | 1–2, 6–8, 10            | Freund von Jalil, Großer Bruder von Alina, arbeitet für Tara           |
| Jalil            | Aydin Önen                  | 1–2, 7–8, 10            | Freund von Jamal, arbeitet für Tara                                    |
| Costa            | Nico Mastroberardino        | 3–6, 10                 | Vater von Emi                                                          |
| Polly            | Lola Wisotzki               | 3, 6                    | Kleine Schwester von Anton                                             |
| Steffi           | Nadine Schellmann           | 3, 6                    | Prostituierte im Bordell                                               |
| Stefan           | Eckhard Preuß               | 9–10                    | Vater von Yannick                                                      |
| Haftbefehl       | Haftbefehl                  | 2.1–2.2                 |                                                                        |
| Ali 911          | Milonair                    | 2.1–2.3, 2.6, 2.8, 2.10 |                                                                        |
| Mechaniker       | Mohamed „Hamudi“ Remo       | 2.1–2.3                 |                                                                        |
| Sophie           | Kristina „Krizzl“ Nürenberg | 2.1–                    |                                                                        |
| Rote Mütze Raphi | Rote Mütze Raphi            | 2.6                     |                                                                        |
| Moderator        | Sinan Saibou                | 2.10                    | Tänzer                                                                 |

## Produktion
Ende April 2018 erhielt die deutsche Filmproduktionsfirma Südhang Films während der Entwicklungsphase von Stichtag eine Förderung in Höhe von 50.000 Euro durch den FilmFernsehFonds Bayern. Produziert wird die Webserie von Felix Parson und Christoph Herrmann durch die deutsche Fernsehproduktionsfirma smac media, die die Rechte von der Südhang Films GmbH übernommen hat. Für das Casting war Janne Drücker zuständig.
Die Dreharbeiten für die zehn Folgen der ersten Staffel fanden unter der Regie von Christof Pilsl im Mai und Juni 2020 in München statt. Die zweite Staffel wurde im Dezember 2021 und Januar 2022 unter der Regie von Pilsl und Jonas Brand ebenfalls in München gedreht. Die Drehbücher der beiden Staffeln stammten von Pilsl und Brand, wobei Evi Prince an der ersten Staffel ebenfalls beteiligt war. Max Christmann fungierte bei beiden Staffeln als Kameramann. Während Antonella Schneider für das Kostümbild zuständig war, zeichnete Verena Heller-Ghanbar für das Maskenbild verantwortlich.
Federführend für den Schnitt waren David Dellwo und Alexander Laudien zuständig, Giovanni Berg als Komponist für die Musik.

## Veröffentlichung
Mitte Juni 2020 wurde erstmals seitens der Streaming-Plattform Joyn die Webserie angekündigt. Eine Veröffentlichung fand seit dem 12. November 2020 statt. Die ersten beiden Folgen wurden jedoch auf der kostenlosen, registrierungspflichtigen Streaming-Plattform Seriencamp Watchroom im Rahmen des Seriencamp Festivals 2020 ab dem 5. November veröffentlicht. Dort war sie bis zum 22. November 2020 verfügbar.
Die zweite Staffel hatte ihre Premiere ab dem 24. April 2022 bei Joyn.

## Episodenliste

### Staffel 1
| Nr. (ges.) | Nr. (St.) | Originaltitel              | Erstveröffentlichung | Länge   |
| ---------- | --------- | -------------------------- | -------------------- | ------- |
| 1          | 1         | Tick, Trick, Fuck und Nino | 5. Nov. 2020         | 18 Min. |
| 2          | 2         | Ehrenmann                  | 5. Nov. 2020         | 15 Min. |
| 3          | 3         | Schwanzbakterien           | 19. Nov. 2020        | 15 Min. |
| 4          | 4         | 72% Wasser                 | 19. Nov. 2020        | 13 Min. |
| 5          | 5         | Rainbowing                 | 26. Nov. 2020        | 16 Min. |
| 6          | 6         | Ärger im Paradies          | 26. Nov. 2020        | 17 Min. |
| 7          | 7         | Zimmer 1005                | 3. Dez. 2020         | 15 Min. |
| 8          | 8         | Mischkonsum                | 3. Dez. 2020         | 16 Min. |
| 9          | 9         | Das Video                  | 10. Dez. 2020        | 18 Min. |
| 10         | 10        | Stichtag                   | 10. Dez. 2020        | 16 Min. |

### Staffel 2
| Nr. (ges.) | Nr. (St.) | Originaltitel            | Erstveröffentlichung | Länge   |
| ---------- | --------- | ------------------------ | -------------------- | ------- |
| 11         | 1         | Anschnallen              | 26. Apr. 2022        | 19 Min. |
| 12         | 2         | Überraschung             | 26. Apr. 2022        | 17 Min. |
| 13         | 3         | Der arme Hase, Digga!    | 26. Apr. 2022        | 16 Min. |
| 14         | 4         | All in!                  | 26. Apr. 2022        | 16 Min. |
| 15         | 5         | Ringelpoponatz           | 3. Mai 2022          | 18 Min. |
| 16         | 6         | Ficken oder Feigling?    | 3. Mai 2022          | 13 Min. |
| 17         | 7         | Wir sind am Arsch        | 10. Mai 2022         | 16 Min. |
| 18         | 8         | Jeder mit seinen Mitteln | 10. Mai 2022         | 14 Min. |
| 19         | 9         | Ich küss’ dein Herzm Bro | 17. Mai 2022         | 16 Min. |
| 20         | 10        | Ich will nicht sterben   | 17. Mai 2022         | 14 Min. |

## Rezeption

### Kritik
Die Puls-Serienexpertin Katja Engelhardt ist der Meinung, dass Stichtag eine sehr gute Coming-of-Age-Serie sei, da sie sich unter anderem mit den Fragen beschäftigt, wie Wer sind meine Freundinnen?, Wie geht man mit Unsicherheiten um? und Wer bin ich eigentlich? Auch positiv nimmt sie den Handlungsort in einem Münchner Plattenbau auf und, dass der Hauptcast hauptsächlich durch Street-Castings entdeckt wurden.

### Auszeichnungen
Die Webserie wurde im Wettbewerb Official Competition Short Form der Seriencamp Festival Awards 2020 unter die Top 10 ausgewählt.